# 雅尼
雅尼·赫里索马利斯（1954年11月14日—），生于希腊卡拉马塔，成年后在美国生活，全球闻名的作曲家和演奏家，两度被格莱美奖提名。
雅尼通常被称作新世纪音乐家，但在他的自传里，他更倾向于称自己的音乐为现代器乐（Contemporary Instrumental）。

## 个人经历

### 早年生活
雅尼出生在一个很普通的希腊家庭，六岁的时候他开始弹钢琴，他的父母鼓励他按照自己的方式学习音乐，而非接受正规的音乐培训。童年的雅尼总是试图为电影配曲，他不在意电影的故事情节，而是用脑子记下电影的配曲，回家后再用钢琴把它们弹出来，并逐步丰富旋律，他会给这些曲子取名为新音乐，因为他总是不断的给每个曲子加进更好的效果做出更好的改善。如今他仍使用童年时的音乐速记法。14岁那年，他打破了希腊国家男子50米自由泳记录。1972年，在其父母的鼓励下，雅尼离开了希腊，奔赴美国开始了他新的生活。雅尼最初的理想是成为一名临床心理学家，在他18岁那年，他被明尼苏达大学錄取，正式移居美国并主修心理学，大学的几年里，他开始运用电子合成器和钢琴来做出新的音乐效果。毕业后雅尼最终还是选择了他钟爱的音乐事业。1977年，他加入了一支名为“Chameleon”的摇滚乐队，并在一些夜总会进行演出。

### 音乐生涯

#### 20世纪90年代：雅尼雅典卫城现场音乐会、退出乐坛、休整
1993年，雅尼在希腊雅典卫城举办了举世瞩目的音乐会—雅尼雅典卫城现场音乐会，由伦敦交响乐团参与管弦乐的演奏，并和雅尼自己的乐队向世人献出了精彩的表演，从此一举成名。此次音乐会的VCD及专辑随后十年里销遍全球，成为历史上最经典的实况表演专辑之一，并奠定了雅尼在世界音乐的地位。其中、等曲目成为世界名曲，一曲亦在最近數年間，先後被台灣年代新聞台、香港電台電視部及北京電視臺分別當作《年代全球報導》、《五稜鏡》及《北京特快》的開場音樂使用。除此以外，無綫電視也選用中的一曲，作為《無綫電視天氣報告》內「世界各大城市天氣」環節的背景音樂，直到2009年尾因該台與各大唱片商發生紛爭而被換走，而香港多間電視台均有插入其音樂作為背景音樂。雅尼旋律创作的天分被世人瞩目。1998年，雅尼和琳达 （页面存档备份，存于）分手，并且在同年完成他的环球巡演之后，他暂停了他的音乐事业。后来雅尼表示他当时感到越来越沮丧、疲惫，便回到希腊的家乡。两年间，他一直拒绝媒体的采访，后来他解释道：“我四处游览，我想看到不同的人对待生活的看法，我不想深陷在美国梦之中。”

#### 21世纪开始：休整之后，全新的面貌
经历了两年的休息，雅尼在2000年的时候发行了If I Could Tell You这张七年来第一张音乐室专辑。该专辑在发行第一周便售出了55000张。

## 作品

### 录音室专辑
- 1984 - Optimystique 乐观主义
- 1986 - Keys to Imagination 想象之钥
- 1987 - Out of Silence 出自寂静
- 1988 - Chameleon Days 摇滚岁月
- 1989 - Niki Nana 一体同心
- 1990 - Reflections of Passion 激情荡漾（精选和三首新作 Almost a Whisper / True Nature / Flight of Fantasy）
- 1991 - In Celebration of Life 生命庆典（精选和新作 Song for Antarctica）
- 1992 - Dare to Dream 敢于梦想
- 1993 - In My Time 我的时光
- 2000 - If I Could Tell You 尽在不言中
- 2003 - Ethnicity 天下一家
- 2009 - Yanni Voices / Yanni Voces（拉丁版） 雅尼心声
- 2010 - Mexicanísimo 致敬墨西哥
- 2011 - Truth of Touch 探秘心灵
- 2014 - Inspirato
- 2016 - Sensuous Chill
- 2020 - In His Purest Form

注：专辑中文译名出自张鸣雨《雅乐尼音——雅尼音乐欣赏手卷》，长春出版社，2011。

### 音乐会专辑
- 1994 - Live at the Acropolis 雅典卫城音乐会
- 1995 - Live at Royal Albert Hall
- 1997 - Tribute 致敬
- 2006 - Yanni Live! The Concert Event
- 2009 - Yanni Voices: Live from the Forum in Acapulco
- 2012 - Live at El Morro, Puerto Rico
- 2016 - The Dream Concert: Live from the Great Pyramids of Egypt

### 影视配乐
- 1988 - TV Movie "Steal the Sky"
- 1988 - 电影 "Heart of Midnight"
- 1989 - TV Movie "I Love You Perfect"
- 1990 - TV Movie "Children of the Bride"
- 1990 - TV Movie "When You Remember Me"
- 1990 - TV Movie "She'll Take Romance"
- 1994 - 电影《花旗少林》
- 2015 - 纪录片《河西走廊》主题曲《河西走廊之梦》

### 单曲
- 2015 - Seven Billion Dreams（NASA纪念人类进驻国际空间站15周年视频背景音乐）
- 2018 - Speed Demon
- 2018 - When Dreams Come True
- 2019 - Ladyhawk
- 2019 - Blue
- 2019 - Into the Deep Blue

### 精选集
- Romantic Moments，BMG (1992)
- Devotion (The Best of Yanni， Private Music (1997)
- Port of mystery (1997)
- In The Mirror，Private Music (1997)
- Someday (1997)
- The Private Years， Private Music (1999)
- Love Songs，RCA Victor (1999)
- Winter Light (1999)
- Snowfall (2000)
- The Very Best of Yanni (2000-10)，Windham Hill Records，RCA Victor (2000)
- Ultimate Yanni (2003)

### 其它
- Piano Two (1987) 与苏珊·希雅妮等人合出专辑。
- A Thousand Summers (1988)
- Pure Moods (1997)
- John Tesh and Friends (1999)

## 外部連結
- 官方网站
- 雅尼的Facebook專頁
- YouTube上的
- 雅尼在Allmusic上的頁面
- 雅尼的Discogs页面（英文）
- Yanni在互联网电影资料库（IMDb）上的資料（英文）